# 1220
[[Категорија: 1220
.| ]]
Година 1219 (MCCXIX) била је проста година која је почела у уторак.

## Догађаји
- 12. јул — Крсташи покрећу марш на Каиро

### Децембар
- Википедија:Непознат датум — Папа Хонорије III крунисао је цара Фридриха II и потврдио његову власт над Сицилијом под условом да цар испуни задатке које је преузео од Иноћентија III и крене у нови крсташки рат.
- Википедија:Непознат датум — Фридрих сина Хенрика крунише римском круном, он је већ од 1212. био краљ Сицилије.
- Википедија:Непознат датум — У Бранденбургу, у кући Аскани, власт је преузео маркгроф Јохан I од Стендала, под мајчином старатељством, заједно с братом Отоном III од Салцведела.
- Википедија:Непознат датум — У селџучком Иконијском султанату Кејкавуса I наследио је Кејкубад I.
- Википедија:Непознат датум — Монголска војска Џингис-кана након што је заузела Хорезмију, осваја Бухару и Самарканд, престоницу царства Ала ад-Дина Мухамеда. Он се склонио на острвце на Каспијском језеру, где је недуго затим умро. Наследио га је његов син Џалал ад-Дин.

## Рођења
- 1. април — Го-Зага, 88. јапански цар.